# Anubias hastifolia
Anubias hastifolia är en kallaväxtart som beskrevs av Adolf Engler. Anubias hastifolia ingår i släktet Anubias och familjen kallaväxter. IUCN kategoriserar arten globalt som livskraftig. Inga underarter finns listade.